# П'ятигорська кіннота
П'ятигорська (Петигорська, Пятигорійська) кіннота або «Пінська», 2-а бригада народної кавалерії війська Великого Князівства Литовського (пол. Petyhorcy) — середня литовська кіннота (кавалерія).

## Історія
Створена у XVI ст. з черкесів, що переселились до Литви з Кавказу, втікаючи від ісламізації в Османській імперії.
Назва «п'ятигорці» (п'ятиборці) походила від П'яти Гір у Батьківщині черкесів на Кавказі. «П'ятигорська кіннота» існувала до XVIII ст. і поповнювалась за рахунок литовської шляхти та осілих у Литві татар. Вербування до підрозділів п'ятигорської кінноти відбувалося за товариською системою.

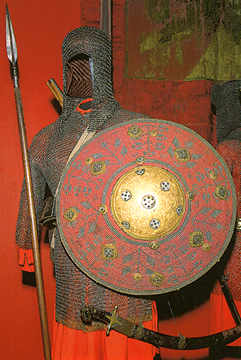
Озброєння воїна з рогатини, шаблі, кольчуги, місюрки, щита калкану

Була аналогом кінноти козацької, панцирної у Короні і використовувалась для охоплення флангів ворога, чи атаки ворожих шеренг, пробитих атакою важкої кавалерії — гусарії, використовуючи дещо легші списи. Участю у війнах з Гданськом, Москвою за часів Стефана Баторія була відомою корогва п'ятигорської кінноти ротмістра Темрюка Шимковича, який був ротмістром оборони поточної ще за панування Сигізмунда ІІ Августа.
На початках п'ятигорська кіннота використовувала для захисту лише місюрку, карваші, східний щит «калкан», до кінця XVI ст. почали застосовувала кольчугу, а з XVII ст. стали одягати кіраси. Озброєння складалось з 3-4 метрової рогатини, шаблі, двох пістолетів, рушниці, луку східного типу. По обладунках, озброєнню п'ятигорська кіннота стала аналогом панцерної кавалерії, виконуючи аналогічні з нею функції. 
- Збережені корогви п'ятигорської кінноти 1776 р. реформували у «П'ятигорську Бригаду кавалерії Народової».
- У 1776 р. з частин п'ятигорської кінноти утворена була «2-а бригада народної кавалерії війська Великого Князівства Литовського», що була розміщена у Пінську та його околицях, звідки виникла пізніша назва «Пінська» кіннота[6].

## Битви
Мір (11 червня 1792 р.), Дубенка (18 травня 1794 р.), м. Миколаїв (23 травня), оборона Варшави, Голхав (9 липня), Воля (27 липня), м. Вільно (10 серпня), Шведські батареї (25 серпня), Пованзкі (28 липня, 26-27 серпня), Блоне (9 вересня), Мацеєвичі (10 жовтня), Прага (4 листопада).

## Коменданти
- Ксаверій Хомінський, староста пінський
- Петро Антоні Твардовський (14 жовтня 1790 р.)
- Юзеф Копец (1794 р.)

## Відомі особи
- Юдицький Юзеф
- Леонард Габріель Поцей